# Seznam značek piva
Toto je seznam značek piva podle kontinentů a zemí abecedně.

## Africké značky piva

### Nigerijská piva
- Gulder

- Star

## Americké značky piva

### Americká piva (USA)
- Abita Brewing Company

- Anchor Steam
- Bridgeport Brewing Company
- Budweiser
- Busch
- Coors
- Dogfish Head
- Heiner Brau
- Left Hand Brewing Company
- Lite
- Lost Coast Brewery
- Miller
- Michelob
- New Belgium Brewery
- North Coast Brewing Company
- Rogue
- Sam Adams
- Sierra Nevada
- St. Arnold
- Stroh's

### Brazilská piva
- Brahma
- Bravaria
- Cintra
- Lokal
- Nova Schin
- Palma Louca

### Jamajská piva
- Desnoes & Geddes
- Red Stripe

### Kanadská piva
- Brick
- Cameron`s
- Dieu de Ciel
- Labatt
- McAuslan
- Moosehead
- Molson Canadian
- Niagara Falls
- Okanagon Spring
- Shaftebury
- TNT
- Trois Pistoles
- Unibroue
- Wyder`s

### Mexická piva
- Bohemia
- Carta Blanca
- Corona
- Cuauhtémoc
- Dos Equis
- Estrella
- Indio
- León and Montejo
- Modelo Especial
- Moctezuma
- Negra Modelo
- Noche Buena
- Pacífico
- Sol
- Superior
- Tecate
- Victoria

## Asijské značky piva

### Ázerbájdžánská piva
- Xirdalan

### Izraelská piva
- Goldstar
- Maccabi

### Japonská piva
- Asahi
- Kirin
- Sapporo
- Yebisu

### Kazachstánská piva
- Derbes
- Symkentskoje
- Tien-San

### Libanonská piva
- Al-Maza

### Palestinská piva
- Taybeh

### Singapurská piva
- ABC
- Anchor
- Tiger

### Turecká piva
- Efes Pils
- Tekel

### Thajská piva
- Chang
- Myanmar
- Singha

## Australské a Oceánské značky piva

### Australská piva
- Ayers Rock
- Bags
- Carlton
- Coopers
- Fosters
- Hahn
- Toobeys
- Victoria Bitter

## Evropské značky piva

### Albánská piva
- Birra Tirana

### Belgická piva
- Achelse
- Andelot
- Abbaye Des Rocs
- Belle Vue
- Boosteels
- Boon
- Blaugies
- Caracole
- Claryse
- Cantillon
- DeProef
- Dupont
- Hoegaarden
- Huyghe Dubbel
- Jupiler
- Lindemans
- Leffe
- Primus
- Rodenbach
- Orval
- Stella Artois
- Sterkens
- St. Sebastiaans
- St. Bernardus
- St. Remy
- Van Honsebrouck
- Westmalle

### Bulharská piva
- Almus
- Ariana
- Astika
- Boliarka
- Burgasko
- Kamenitza
- Pirinsko
- Šumensko
- Zagorka

### Piva v Bosně a Hercegovině
- Löwe
- Preminger
- Sarajevsko pivo
- Sarajevsko premium
- Nektar

### Černohorská piva
- Nikšičko

### Česká piva
- Ambrosius
- Arthur's
- Avar
- Baronka
- Baron Trenck
- Bakalář
- Bizon
- Berounský Medvěd
- Bernard
- Blanický rytíř
- Braník
- Braun
- Budweiser Budvar (Czechvar)
- Březnice
- Březňák
- Car
- Černá Hora
- Černý Drak
- Červený Drak
- Dačický
- Dalešice
- Dětenické pivo
- Diplomat
- Doktor
- Dérer
- Strakonický Dudák
- Eggenberg
- Ferdinand
- Gambrinus
- Gerhard
- Granát
- Harrach
- Holan
- Holba
- Hostan
- Hubertus
- Hukvaldské pivo
- Chodovar
- Chotěboř
- Janáček
- Jarošov
- Ježek
- Kácov
- Kern
- Klášter
- Konrád
- Koutské pivo
- Krakonoš
- Kristián
- Krušovice
- Kvasar
- Královar
- Lašský Vulkán
- Litovel
- Lipan
- Lipnický ležák
- Lev
- Lobkowicz
- Lorec
- Louny
- Měšťan
- Maestro
- Medlešice
- Modrá hvězda
- Nektar
- Novopacké pivo
- Novoměstský ležák
- Novic
- Opat
- Ostravar
- Otakar
- Pardál
- Pegas
- Permon
- Pernštejn
- Pivrnec
- Platan
- Podkováň
- Podlužan
- Podskalák
- Polička
- Porter
- Postřižinské pivo
- Poutník
- Prazdroj
- Primátor
- Prokop
- Purkmistr
- Pytlák
- Radegast
- Rebel
- Rampuš
- Rambousek
- Regent
- Richard
- Rohozec
- Rychtář
- Samson
- Starobrno
- Sedm kulí
- Staropramen
- Staročech
- Skalák
- Suchdolský Jeník
- Svatý Norbert
- Svijany
- Svitavák
- Švihák
- Trubač
- Valášek
- Valdštejn
- Velkopopovický Kozel
- Velkorybnický Hastrman
- Velvet
- Velichovský Forman
- Vratislav
- Vsacan
- Vyškovské pivo
- Xaver
- Zámecký pivovar Oslavany
- Záviš
- Zlatopramen
- Zlatovar
- Zubr
- Žamberecký Kanec
- Žatec

### Dánská piva
- Carlsberg
- Faxe
- Tuborg
- Vores Øl

### Estonská piva
- Albert LeCoq
- Alexander
- Bear Beer
- Elektra
- Foogt
- Frederik
- Gran Capitan
- Hauka Laat
- Haista Vänge
- Imperaator
- Jaanik
- Karksi
- Magus Mary
- Nigula
- Pihtla
- Perona
- Presidenti
- Pärnu
- Saaremaa
- Saku
- Sillamäe
- Taako
- Tiiger
- Vaadi
- Viiking
- Vjatsheslav Vägev

### Finská piva
- Karjala
- Karhu
- Koff
- Lammin
- Lapin Kulta
- Olvi

### Francouzská piva
- Abbaye de Vaucelles
- Blanche de Noël
- Blanche des Ballons
- Desperados
- Fischer
- Gavroche
- Jenlain
- Kronenbourg
- Oubliette
- Pelforth Brune
- Pietra Ambrée
- La Bête des Vosges

### Chorvatská piva
- Božično
- Jurakovo
- Karlovačko
- Osječko
- Ožujsko
- Pan
- Pilka
- Staročeško
- Tomislav
- Velebitsko
- Zagrebačko
- Zlatni Medvjed

### Irská piva
- Beamish&Crawford
- Dublin 1798
- Guinness
- Murphy`s
- Smithwicks

### Islandská piva
- Lava
- Mori
- Skjalfti
- Freyja

### Italské piva
- Amarcord
- Baladin
- Castello
- Forst
- Nastro Azzurro
- Moretti Baffo
- Peroni

### Lichtenštejnská piva
- LändleGold

### Litevská piva
- Adler Bock
- Akropolis
- Anvila
- Baltas
- Baltijos
- Black
- Daiga
- Dvaro
- Chimkora
- Degintas
- Ekstra
- Ekstra Draught
- Ekstra Šaltas
- Export
- Gintarinis
- In Ice
- Jubiliejinis 1784
- Karčemos
- Memelis
- Milžinų
- Nealkoholinis
- Original
- Originalusis
- Pasvalio
- Perlojos
- Pirmas
- Ponoras
- Premium Pils
- Red
- Stipriausias
- Stiprusis
- Šilo
- Švyturio
- Vyru
- Žaldokas
- 7.30

### Lotyšská piva
- Aldaris
- Bauskas
- Tervetes
- Užavas

### Lucemburská piva
- Bofferding
- Diekirch

### Maďarská piva
- Kőbányai
- Soproni
- Borsodi
- Arany Ászok
- Balatoni
- Dreher
- Rákóczi
- Szalon

### Moldavská piva
- Chisinau

### Německá piva
- Astra
- Augustiner
- Aventinus
- Becks
- Berliner Kindl
- Bittburger
- DAB
- Diebels Alt
- Dinkelacker
- Dortmunder Union
- Edels
- Einbecker
- Erdinger
- Faust
- Farny
- Flensburger
- Franziskaner
- Fürstenberg
- Gilde Bräu
- Hacker-Pschorr
- Hansa
- Hofbrauhaus Berchtesgaden
- Holsten
- Hasseröder
- Hatz
- Jever
- Johann Albrecht
- Kaltenbock
- Kapuziner
- Ketterer
- Königsegger
- Krombacher
- Kulmbacher
- Licher
- Leibinger
- Löwenbräu
- Moninger
- Max & Moritz
- Neuzeller Klosterbräu
- Paulaner
- Pinkus Müller
- Prinzregent Luitpold
- Radeberger
- Rolinck
- Rothaus
- Ruppaner
- Salvator
- Schlappeseppel
- Schneider
- Spaten
- Veltins
- Weihanstephaner
- Warsteiner
- Werner Bräu
- Würzburger
- Würzburger Hofbräu

### Nizozemská piva
- Alpha
- Amstel
- Brouwmeester
- Dommel
- Duval
- Grolsch
- Gulpener
- Heineken
- Hertog Jan
- Karlsquell
- Leeuw
- Oranjeboom
- Raaf
- Texeloe

### Norská piva
- Aass
- Atna
- E.C.Dahls
- Grans
- Hamar
- Hansa Borg
- Mack
- Ringnes
- Schous

### Polská piva
- Amber
- Bosman
- Brackie
- Ciechan
- Dębowe Mocne
- Frater
- Goolman
- Gryf
- Harnaś
- Hevelius
- Kopernik
- Królewskie
- Lech
- Leżajsk
- Łomża
- Okocim
- Perła
- Piast
- Sokół
- Tatra
- Tyskie
- Warka
- Witnica
- Żubrówka
- Żywiec

### Rakouská piva
- Bucher
- Egger
- Edelweiss
- Gold Fassl
- Gösser
- Hubertus Bräu
- Ottakringer Bier
- Raggei-Bräu
- Schlossgold
- Schloss Eggenberg
- Schnaitl
- Schremser 1410
- Schwechater Bier
- Villacher
- Zwettler Stiftsbräu
- Zipfer Urtyp
- Murauer

### Rumunská piva
- Bucegi
- Ciuc
- Noroc
- Silva
- Timisoreana
- Ursus

### Ruská piva
- Afanasij
- Bagbier
- Baltika
- Belyj Medved
- Bočkarev
- Efes
- Leningradskoe
- Něvskoje
- Ostankinskij
- Očakovo
- Sibirskaja Korona
- Solodov
- Velki Melnik
- Žiguľovskoje

### Řecká piva
- Alfa Hellenic
- Athenia
- Fix
- Mythos
- Mythos Red

### Skotská piva
- Arran
- Belhaven
- Caledonian
- Harviestoun
- Innis&Gunn
- McEwan`s
- Orkney
- Oyster
- Tennens
- Traquair House
- Valhalla

### Slovenská piva
- Anna
- Barbakan
- Bestvar
- Brontvai
- Buchvald
- Corgoň
- Cassovar
- Čierny barón
- Dobrovar
- Edelman
- Erb
- Gazda
- Gazdovská desiatka
- Gemer
- Golem
- Góliáš
- Gőrőg
- Grošák
- Hell
- Hellstork
- Helén
- Jakub
- Jäger
- Kachelmann
- Kaltenecker
- Kamzík
- Karl beer
- Kelt
- Kláštorný ležiak
- Lavine
- Malotopoľčiansky ležiak
- Baran
- Marína
- Martiner
- Matúš Čák
- Mekfartin
- Oravar
- Osterbräu
- Palatín
- Pandúr
- Patrón
- Popper
- Smädný mních
- Sandorf
- Sessler
- Starotopolčianske pivo
- Steiger
- Stein
- Šamšon
- Šariš
- Štramak
- Stupavar
- Šuriansky ležiak
- Tatran
- Topvar
- Urpiner
- Victoria
- Wywar
- Zlatý Bažant
- Zlatá perla
- ŽiWell

### Slovinská piva
- Celjski Grof
- Laško
- Union
- Zlatorog

### Piva Spojené království
- Adnams
- Bass
- Batham's
- Berrow
- Wells Bombardier
- Bulmer
- Carling
- Eldridge Pope
- Forshaws
- Fuller's
- Freeminer Trafalgar
- Greene King
- Hardys&Hansons
- Hartleys
- Harwey
- Holden's
- Hook Norton
- Higsons
- Salopian
- Scottish & Newcastle
- Shepherd Neame
- Shropshirre Lad
- Old Stockport
- Mackenson
- Marston's
- McEvan's
- Mc Mullen
- Otter
- Rayments
- Robinsons
- Samuel Smith
- St. Peter's
- Ward's
- Watney
- Whitbread
- Wychwood
- Wye Valley
- Yates & Jackson
- Young's

### Srbská piva
- BiP
- Birra e Pejes
- Jelen
- Lav
- MB
- Nektar
- Skopsko
- Weinfert
- Merak
- Jagodinsko
- Zaječarsko

### Španělska piva
- Alhambra
- Ambar
- Cruzcampo
- Estrella Damm
- Estrella Galicia
- Estrella Levante
- Mahou
- San Miguel
- Xibeca

### Švédská piva
- Ahlafors Ljusa
- Allsvensk
- Anderssons
- Arboga
- Avesta
- Banco Guld
- Bayerskt
- Bärnsten
- Bredaryds
- Crocodile
- Dugges
- Eriksberg
- Falcon
- Fifty Fifty
- Gellivare
- Granit
- Göta Kanal
- Helsinge Rököl
- Humlan
- Jämtlands President
- Jubileums
- Kenth
- Kinnekulle
- Koppabergs
- Köpenhamns
- Krögaröl
- Lungrens
- Mariestads
- Mora Blond
- Narren
- Norrlands
- Nils Oscar
- Ödmans
- Pripps
- Pickla
- Paus
- Pilgrim
- Postiljon
- Roel Östgöta
- Rommehed
- Runölet Wynja
- Saunakalja
- Sotholmen
- Spendrups
- Stockholm
- Three Towns
- Vrak
- Wisby
- Ysta Färsköl
- Yttre Gaarden
- Zeunerts

### Švýcarská piva
- Calanda
- Frohsin
- Locher
- Steinfels
- Sternen
- Wädi-Bräu

### Ukrajinská piva
- Arsenal
- Černihivske
- Čornomor
- Dnipro
- Jantar
- Krymske
- Lvivske
- Oboloň
- Rohaň
- Slavutyč

### Waleská piva
- Buckley`s
- Merlin`s
- S. A. Brain`s